# Орден Светог Саве (монархија)
Орден Светог Саве био је државни орден у Краљевини Србији (1883—1918) и Краљевини Југославији (1918—1945), а данас га додељује старешина краљевског дома Карађорђевића.

## Историја
Кнежевина Србија је проглашена Краљевином 22. фебруара/5. марта 1882. године. Наредне године, 23. јануара 1883, краљ Милан Обреновић донео је указ којим је установљен Орден Светог Саве, истовремено је основан и Орден белог орла. Орден Светог Саве је назван по првом српском архиепископу Светом Сави, из царске и краљевске куће Немањића. На аверсу медаљона налази се икона Светог Саве, окружен овалним прстеном на коме се налази натпис „Све постиже сопственим трудом“ на црквенословенском језику. Око медаљона је постављен емајлирани малтешки крст са краковима бело-плаве боје. Између кракова постављени су позлаћени двоглави орлови са круном. На аверсу медаљона су се у време династије Обреновић налазили иницијали краља Милана Првог (М I). После Мајског преврата (1903), Србија је постала парламентарна краљевина на челу са династијом Карађорђевић, а краљ Петар I је наставио да у складу са својим овлашћењима додељује орден на основу указа. У ово доба, на аверсу медаљона су замењени иницијали краља Милана са годином установљена ордена (1883). Орден је био подељен у 5 степени, додељиван је српским и страним држављанима за заслуге на пољу културе, народне просвете, науке, јавних служби и Цркве, као и за заслуге према краљу, држави и нацији, и цивилним и војним лицима.
Орденска трака била је од беле моариране свиле са плавим пругама уз ивице. Ленту ордена су свештена лица носила око врата.
Чувене радионице у Бечу, главном граду Аустроугарске као што су Роте & Синовац, Винцет Мајер и синови, Карл Фисмајстер и Г. А. Сајд су израђивале орденске инсигније све до Првог балканског рата. Од 1912. до 1945. године орденске инсигније су израђивале чувене радионице, Артис Бертран у главном граду Француске Паризу и Браћа Игенен из Ле Локла у Швајцарској, а оснивањем Краљевине Срба, Хрвата и Словенаца посао на изради су, поред ових страних, добијале и две домаће радионице — Сорлини из Вараждина и Гризбах & Кнаус из Загреба. Орденске инсигније израђене после 1912. године се разликују по светлој зеленој боји сакоса уместо првобитне тамноцрвене.

## Степени
Орден Светог Саве има пет степени:
| Орден Светог Саве     | Орден Светог Саве       | Орден Светог Саве  | Орден Светог Саве | Орден Светог Саве | Орден Светог Саве |
| Велики крст 1. степен | Велики официр 2. степен | Командир 3. степен | Официр 4. степен  | Кавалир 5. степен |                   |
| --------------------- | ----------------------- | ------------------ | ----------------- | ----------------- | ----------------- |
|                       |                         |                    |                   |                   |                   |
|                       |                         |                    |                   |                   |                   |

## Одликовани

### Одликовани од 1883. до 1903.
- Огист Лимијер
- Мор Јокаи мађарски писац, разлог преко педесет година писања, орденом „Светог Саве с великим крстом”[3] (1894)
- Чешки монах Сава Хиландарац, добио Орден Светог Саве 2. реда, приликом посете Краља Александра Обреновића манастиру Хиландар 1896. године за заслуге у уређивању манастирске библиотеке и рукописа.
- митрополит Митрофан Бан Орден Светог Саве 1. реда (1897)
- митрополит Сава Косановић Орден Светог Саве 1. реда (1897)
- песник Јован Сундечић Орден Светог Саве 1. реда (1897)
- Јован Жујовић Председник Српске академије наука и уметности Орден Светог Саве I степена (1899)[4]
- Јосиф Панчић Орден св. Саве I степена.
- Петар Бојовић, Орден Светог Саве 3. реда, српски и југословенски војвода, орден додељен 11. јануара 1901.
- Катарина Миловук, Орден Светог Саве 3. реда (1886)[5]

### Одликовани од 1903. до 1945.
- Радомир Путник, Орден Светог Саве 1. реда, српски војвода.
- Степа Степановић, Орден Светог Саве 1. реда, српски и југословенски војвода, орден додељен 15. августа 1911.
- Мато Катурић, Орден Светог Саве 3. реда 1925, капетан града Никшића, банкар и суоснивач Прве банке краљевине Црне Горе.
- Милутин Миланковић Орден Светог Саве 3. реда, професор Небеске механике на Филозофском факултету Универзитета у Београду, орден уручен 1923.[6]
- Алојзије Мишић, Орден Светог Саве 1. реда, бискуп мостарско-дувањски и апостолски администратор требињско-мркански, орден додељен новембра 1923.[7]
- Драгољуб Протић, председник суда у Струмици и шеф Инспектората у Министарству саобраћаја (у рангу заменика министра саобраћаја), орден Светог Саве 4. реда додељен му је 1928. године.
- Влајко Н. Коцић — Пурјак, Орден Светог Саве 3. реда, министар пошта и телеграфа Краљевине Срба, Хрвата и Словенаца;
- Влада Илић.
- Марија од Тека, Орден Светог Саве 1. реда, 1935 године, британска краљица.
- Јелена Савојска, Орден Светог Саве 1. реда, краљица Италије.
- Елизабет Боуз-Лајон, Орден Светог Саве 1. реда, 1923 године, британска краљица.
- Димитрије Средојевић, посланик у скупштини Краљевине Србије.
- Вићентије Радовановић, дугогодишњи народни посланик у Скупштини Кнежевине Србије, орден додељен 1925.
- Милета М. Продановић, ратник, економ и политичар (1883—1945), Два Ордена Св. Саве 3. реда и један Орден Св. Саве 4. реда.
- Драгољуб Михаиловић, Орден Светог Саве 4. реда, орден додељен 25. јануара 1928.[8]
- Николај Рерих, Орден Светог Саве 1. реда[9].
- Ернст фон Вајцзекер, Орден Светог Саве 1. реда[10].
- Никола Спасић, Орден Светог Саве 3. реда.
- Александар Петровић.
- Милан Бањац.
- Владислав Јоксимовић, учитељ, Орден Светог Саве 5. реда, 1929. године.
- Никола Бошковић.
- Академско позориште Орден Светог Саве 4. реда 1932. године.
- Влахо Буковац[11]
- Вукашин Пешић, Орден Светог Саве 5. реда 19. марта 1937. године поводом 25. годишњице рада[12].
- Лука Михаилов Јанковић ' орден Светог Саве 5 редом, Друшићи, Ријека Црнојевића, 2. децембра 1937 године.
- Благоје Марјановић, Орден Светог Саве 5. реда, фудбалер.
- Ђорђе Крављанац, Орден Светог Саве 5. реда, КОНо. 6869, 17. новембра 1938. године.
- Никола Сударевић, Орден Светог Саве 5. реда, КОНо. 457, 23. фебруара 1933. године.
- Јосиф Михаиловић, Градоначелник Скопља 1929-1936 и 1938-1941 Орден Св. Саве 2. реда.
- Никола Жикић, Орден Светог Саве 5.реда 1928. године.
- Зорка Мићић, учитељица, Орден Светог Саве 5. реда, 26. јануара 1923. године.
- Миодраг Стојановић, судија, Орден Светог Саве 4. реда, 2. децембра 1935. године.
- Свети свештеномученик Божина-Божидар Минић, свештеник у Сарајеву и Доњем Вуковском-Купрес, Орден Св. Саве 5. реда, 1929. године.
- Јулка Бајлони, потпредседница Материнског Удружења, одликована Орденом Светог Саве 3. реда 29. децембра 1929.[13]
- Рајнхард Хајдрих,  СС-обергрупенфирер, шеф Главног безбедносног уреда Нацистичке Немачке и гувернер Протектората Чешке и Моравске. Хајдрих је одликован српским орденом Светог Саве I степена 18. октобра 1938. године.[14]
- Милан Смиљанић, свештеник са Златибора, одликован Орденом Светог Саве 5. реда 1928. године.
- Евгенија Кики, супруга еминентног трговца и цинцара Николе Кикија, задужбинарка[15].

### Одликовани од 2002.
- Удружење Краљевина Србија, Орден Светог Саве 2. реда, организација, 27. марта 2016. године[16]
- Нишка црквена певачка дружина "Бранко", Орден Светог Саве 1. реда, 02. новембар 2017. године.[17]
- Гимназија ,,Вељко Петровић" Сомбор, Орден Светог Саве 1. реда, 4. новембар 2022. године.

## Занимљивости
- У холивудском филму „Трагачи“ из 1956, редитеља Џона Форда, у коме главну улогу игра прослављени амерички глумац Џон Вејн појављује се у пар сцена са Орденом Светог Саве на грудима који је главном лику у овом филмском остварењу додељен због заслуга у Америчком грађанском рату.[18]